# Michelangelo Manicone
Michelangelo Manicone (Vico del Gargano, Provincia de Foggia, marzo de 1745 - abril de 1810), padre franciscano y naturalista y una de las personalidades más características de su tiempo en la Capitanata.
Viajó mucho por Europa, estudiando Medicina en Viena y en Berlín, Ciencias Físicas en Londres y Ciencias Naturales en Bruselas. 
Es notorio sobre todo por su tratado La Fisica Appula (1806), una obra de cinco tomos donde viene a analizar las características físicas de la tierra de Apulia y en especial del Gargano.
A Manicone le está dedicado el Centro de Estudios y Documentación del Parque Nacional del Gargano situado junto al Convento de San Mateo en San Marco in Lamis.